# 窪野鎮治
窪野鎮治（くぼの しずはる、1948年4月7日 - ）は、日本の大蔵・財務官僚。血液型はB型。

## 来歴
静岡県三島市出身。三島市立北中学校、静岡県立沼津東高等学校から東京大学に入学。1971年に同大学法学部卒業。大蔵省入省（大臣官房文書課）。2000年7月1日 大臣官房参事官（大臣官房担当）。2001年7月10日 印刷局長。2002年7月16日 国土交通省政策統括官。2003年6月20日に退官。同年6月26日より農林中央金庫専務理事（法務部、審査部、資産サポート部、リスク評価部、市場業務管理部、資金証券管理部、本店業務部、大手町業務部、外国営業部担当）。2007年7月20日 生命保険協会副会長。

## 職歴
- 1971年7月：大蔵省入省（大臣官房文書課）
- 1975年7月：理財局資金第一課企画係長[4]
- 1976年7月：米子税務署長
- 1977年7月：国税庁調査査察部査察課長補佐
- 1978年6月：国税庁長官官房付（ハーバード・ロー・スクールLLM[5]）
- 1979年7月：主計局調査課長補佐（調査一・二）[6]
- 1982年6月：主計局主計官補佐（厚生第五係主査）
- 1984年7月：銀行局保険部保険第一課長補佐（総括・調査・監理）[7]
- 1985年7月：銀行局銀行課長補佐（総括・都市銀行等）[8]
- 1986年6月10日：大臣官房企画官兼銀行局総務課
- 1987年7月：銀行局付（外務研修）
- 1988年5月1日：外務省在ドイツ連邦共和国（西ドイツ）日本国大使館参事官
- 1991年6月18日：主税局税制第三課長
- 1992年7月7日：主計局主計官（厚生・労働担当）
- 1994年7月1日：銀行局銀行課長
- 1995年6月20日：銀行局総務課長
- 1997年7月15日：大臣官房参事官（銀行局担当）
- 1998年6月22日：大臣官房参事官（金融企画局担当）兼金融企画局金融先物取引所監理官
- 1999年7月8日：大臣官房審議官（金融企画局担当）
- 2000年7月1日：大臣官房参事官（大臣官房担当）
- 2001年
  - 1月6日：財務省大臣官房参事官（大臣官房担当）
  - 7月10日：印刷局長
- 2002年7月16日：国土交通省政策統括官
- 2003年
  - 6月
    - 20日：退官
    - 26日：農林中央金庫専務理事（〜2007年6月26日）
- 2007年7月20日：生命保険協会副会長（常勤）（〜2016年7月）